# Carl Sundt-Hansen

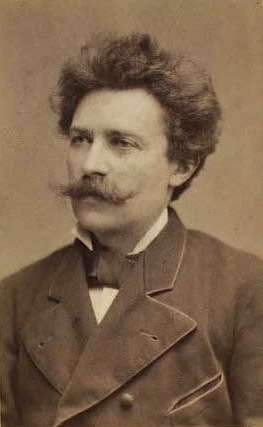
Carl Sundt-Hansen

Carl Fredrik Sundt-Hansen, född 30 januari 1841 i Stavanger, död 27 augusti 1907 i Stavanger, var en norsk-dansk målare.
Han var son till köpmannen Laurits Vilhelm Hansen och Elisa Margaretha Sundt. Han studerade vid Det Kongelige Danske Kunstakademi 1859–1860 därefter vid konstakademien i Düsseldorf där han studerade för Benjamin Vautier och slutligen i Paris 1866–1869. Han var efter studierna bosatt några år i Kristiania innan han 1872 flyttade till Stockholm där han med undantag av några målarresor var verksam och bosatt i elva år. Han flyttade 1883 till Köpenhamn där han blev dansk medborgare 1888 för att de sista åren av sitt liv återvända till Norge. Han målade norska folklivsbilder i Adolph Tidemands anda som visade den nationella egenarten. Sundt-Hansen är bland annat representerad vid Nationalmuseum i Stockholm och Nasjonalgalleriet i Oslo.
Som ung kallade han sig Carl Hansen och först 1878 tog han moderns namn Sundt som mellannamn.